# Scream (премия, 2007)
2-я церемония награждения премии «Scream» за заслуги в области фантастики, фэнтези и фильмов ужасов состоялась 19 октября 2007 года.

## Лауреаты и номинанты
| Лауреаты — выделены отдельным цветом. |

| Категории                                  | Фотографии лауреатов                                                                               | Лауреаты и номинанты                                                      |
| ------------------------------------------ | -------------------------------------------------------------------------------------------------- | ------------------------------------------------------------------------- |
| The Ultimate Scream                        | | • «300 спартанцев»                                                        |
| The Ultimate Scream                        | • «28 недель спустя»                                                                               |                                                                           |
| The Ultimate Scream                        | • «Звёздный крейсер „Галактика“»                                                                   |                                                                           |
| The Ultimate Scream                        | • «Спуск»                                                                                          |                                                                           |
| The Ultimate Scream                        | • «Человек-паук 3: Враг в отражении»                                                               |                                                                           |
| The Ultimate Scream                        | • «Гарри Поттер и Орден Феникса»                                                                   |                                                                           |
| The Ultimate Scream                        | • «Герои»                                                                                          |                                                                           |
| The Ultimate Scream                        | • «Лабиринт Фавна»                                                                                 |                                                                           |
| The Ultimate Scream                        | • «Пираты Карибского моря: На краю Света»                                                          |                                                                           |
| The Ultimate Scream                        | • «Трансформеры»                                                                                   |                                                                           |
| Лучший научно-фантастический фильм         | | • «Трансформеры»                                                          |
| Лучший научно-фантастический фильм         | • «Дитя человеческое»                                                                              |                                                                           |
| Лучший научно-фантастический фильм         | • «Фонтан»                                                                                         |                                                                           |
| Лучший научно-фантастический фильм         | • «Престиж»                                                                                        |                                                                           |
| Лучший научно-фантастический фильм         | • «Пекло»                                                                                          |                                                                           |
| Лучший фэнтези фильм                       | | • «Лабиринт Фавна»                                                        |
| Лучший фэнтези фильм                       | • «Гарри Поттер и Орден Феникса»                                                                   |                                                                           |
| Лучший фэнтези фильм                       | • «Пираты Карибского моря: На краю Света»                                                          |                                                                           |
| Лучший фэнтези фильм                       | • «Человек-паук: Враг в отражении»                                                                 |                                                                           |
| Лучший фэнтези фильм                       | • «Звёздная пыль»                                                                                  |                                                                           |
| Лучший фильм ужасов                        | | • «28 недель спустя»                                                      |
| Лучший фильм ужасов                        | • «1408»                                                                                           |                                                                           |
| Лучший фильм ужасов                        | • «Спуск»                                                                                          |                                                                           |
| Лучший фильм ужасов                        | • «Грайндхаус»                                                                                     |                                                                           |
| Лучший фильм ужасов                        | • «Вторжение динозавра»                                                                            |                                                                           |
| Лучший фильм ужасов                        | • «Хостел 2»                                                                                       |                                                                           |
| Лучший телесериал                          | | • «Герои»                                                                 |
| Лучший телесериал                          | • «Доктор Кто»                                                                                     |                                                                           |
| Лучший телесериал                          | • «Звёздный крейсер „Галактика“»                                                                   |                                                                           |
| Лучший телесериал                          | • «Остаться в живых»                                                                               |                                                                           |
| Лучший телесериал                          | • «Мастера ужасов»                                                                                 |                                                                           |
| Лучший сиквел                              | | • «Гарри Поттер и Орден Феникса»                                          |
| Лучший сиквел                              | • «28 недель спустя»                                                                               |                                                                           |
| Лучший сиквел                              | • «Пираты Карибского моря: На краю Света»                                                          |                                                                           |
| Лучший сиквел                              | • «Человек-паук: Враг в отражении»                                                                 |                                                                           |
| Лучший сиквел                              | • «Пила 3»                                                                                         |                                                                           |
| Лучшая комикс-экранизация                  | | • «300 спартанцев»                                                        |
| Лучшая комикс-экранизация                  | • «Фантастическая четвёрка 2: Вторжение Серебряного сёрфера»                                       |                                                                           |
| Лучшая комикс-экранизация                  | • «Призрачный гонщик (фильм)»                                                                      |                                                                           |
| Лучшая комикс-экранизация                  | • «Человек-паук: Враг в отражении»                                                                 |                                                                           |
| Лучшая комикс-экранизация                  | • «Черепашки-ниндзя»                                                                               |                                                                           |
| Лучший супергерой                          | | • Тоби Магуайр — за роль Человека-паука, «Человек-паук: Враг в отражении» |
| Лучший супергерой                          | • Майкл Чиклис — за роль Существа, «Фантастическая четвёрка 2: Вторжение Серебряного сёрфера»      |                                                                           |
| Лучший супергерой                          | • Крис Эванс — за роль Человека-факела, «Фантастическая четвёрка 2: Вторжение Серебряного сёрфера» |                                                                           |
| Лучший супергерой                          | • Масаёри Ока — за роль Хиро Накамуры, «Герои»                                                     |                                                                           |
| Лучший супергерой                          | • Майло Вентимилья — за роль Питера Петрелли, «Герои»                                              |                                                                           |
| Scream Queen                               | | • Кейт Бекинсэйл — «Вакансия на жертву»                                   |
| Scream Queen                               | • Розарио Доусон — «Грайндхаус»                                                                    |                                                                           |
| Scream Queen                               | • Джордана Брюстер — «Техасская резня бензопилой: Начало»                                          |                                                                           |
| Scream Queen                               | • Эли Лартер — «Герои»                                                                             |                                                                           |
| Scream Queen                               | • Хелена Бонэм Картер — «Гарри Поттер и Орден Феникса»                                             |                                                                           |
| Scream Queen                               | • Мэри Элизабет Уинстэд — «Чёрное Рождество»                                                       |                                                                           |
| Scream King                                | | • Шайа Лабаф — «Паранойя»                                                 |
| Scream King                                | • Джон Кьюсак — «1408»                                                                             |                                                                           |
| Scream King                                | • Сэмюэл Л. Джексон — «Змеиный полёт»                                                              |                                                                           |
| Scream King                                | • Энгус Макфадьен — «Пила 3»                                                                       |                                                                           |
| Scream King                                | • Фредди Родригес — «Грайндхаус»                                                                   |                                                                           |
| Scream King                                | • Люк Уилсон — «Вакансия на жертву»                                                                |                                                                           |
| Самый лучший злодей                        | | • Рэйф Файнс — за роль Волан-де-Морта, «Гарри Поттер и Орден Феникса»     |
| Самый лучший злодей                        | • Сержи Лопес — за роль капитана Видаля, «Лабиринт Фавна»                                          |                                                                           |
| Самый лучший злодей                        | • Мишель Пфайффер — за роль ведьмы Ламии, «Звёздная пыль»                                          |                                                                           |
| Самый лучший злодей                        | • Закари Куинто — за роль Сайлара, «Герои»                                                         |                                                                           |
| Самый лучший злодей                        | • Курт Рассел — за роль каскадёра Майка, «Грайндхаус»                                              |                                                                           |
| Самый лучший злодей                        | • Родриго Санторо — за роль Ксеркса I, «300 спартанцев»                                            |                                                                           |
| Самый лучший злодей                        | • Тобин Белл и Шони Смит — за роли Конструкторов, «Пила 3»                                         |                                                                           |
| Самый лучший злодей                        | • Томас Хейден Чёрч — за роль Песочного человека, «Человек-паук: Враг в отражении»                 |                                                                           |
| Самый лучший злодей                        | • Тофер Грейс — за роль Эдди Брока / Веном, «Человек-паук: Враг в отражении»                       |                                                                           |
| Наиболее запоминающееся расчленение/увечье | | • Расчлененный в автокатастрофе — «Грайндхаус»                            |
| Наиболее запоминающееся расчленение/увечье | • Сражение против «Бессмертных» — «300 спартанцев»                                                 |                                                                           |
| Наиболее запоминающееся расчленение/увечье | • Операция на череп — «Пила 3»                                                                     |                                                                           |
| Наиболее запоминающееся расчленение/увечье | • Съеденный живьём каннибалом — «Хостел 2»                                                         |                                                                           |
| Наиболее запоминающееся расчленение/увечье | • Капитан Видаль сам зашивает себе разрезанный рот — «Лабиринт Фавна»                              |                                                                           |
| Breakout Performance                       | | • Хайден Панеттьери — «Герои»                                             |
| Breakout Performance                       | • Клер-Хоуп Эйшити — «Дитя человеческое»                                                           |                                                                           |
| Breakout Performance                       | • Зои Белл — «Грайндхаус»                                                                          |                                                                           |
| Breakout Performance                       | • Лорен Джерман — «Хостел 2»                                                                       |                                                                           |
| Breakout Performance                       | • Шона Макдональд — «Спуск»                                                                        |                                                                           |
| Breakout Performance                       | • Родриго Санторо — «300 спартанцев»                                                               |                                                                           |
| Самая противоречивая сцена года            | | • Мегатрон против Оптимуса Прайма — «Трансформеры»                        |
| Самая противоречивая сцена года            | • Дождь из стрел — «300 спартанцев»                                                                |                                                                           |
| Самая противоречивая сцена года            | • Нападение «Бессмертных» — «300 спартанцев»                                                       |                                                                           |
| Самая противоречивая сцена года            | • Человек-Паук против Гарри Озборна / Нового Гоблина — «Человек-паук: Враг в отражении»            |                                                                           |
| Самая противоречивая сцена года            | • Заражённый бьётся об стекло — «28 недель спустя»                                                 |                                                                           |